# Темпеста: Порочна пристрасть
«Темпеста: Порочна пристрасть» — фільм 2004 року.

## Зміст
Патрік Донован, оцінювач предметів мистецтва, вирушає у Венецію для того, щоб встановити достовірність трьох картин зі знаменитої галереї. Однак під час його візиту відбувається низка подій, які призводять до викрадення безцінного витвору мистецтва — Темпести. Патрік стає головним підозрюваним у цій справі. Щоб виправдати себе, йому доведеться розслідувати справу власними силами, незважаючи на всі перешкоди.